# Puritanism

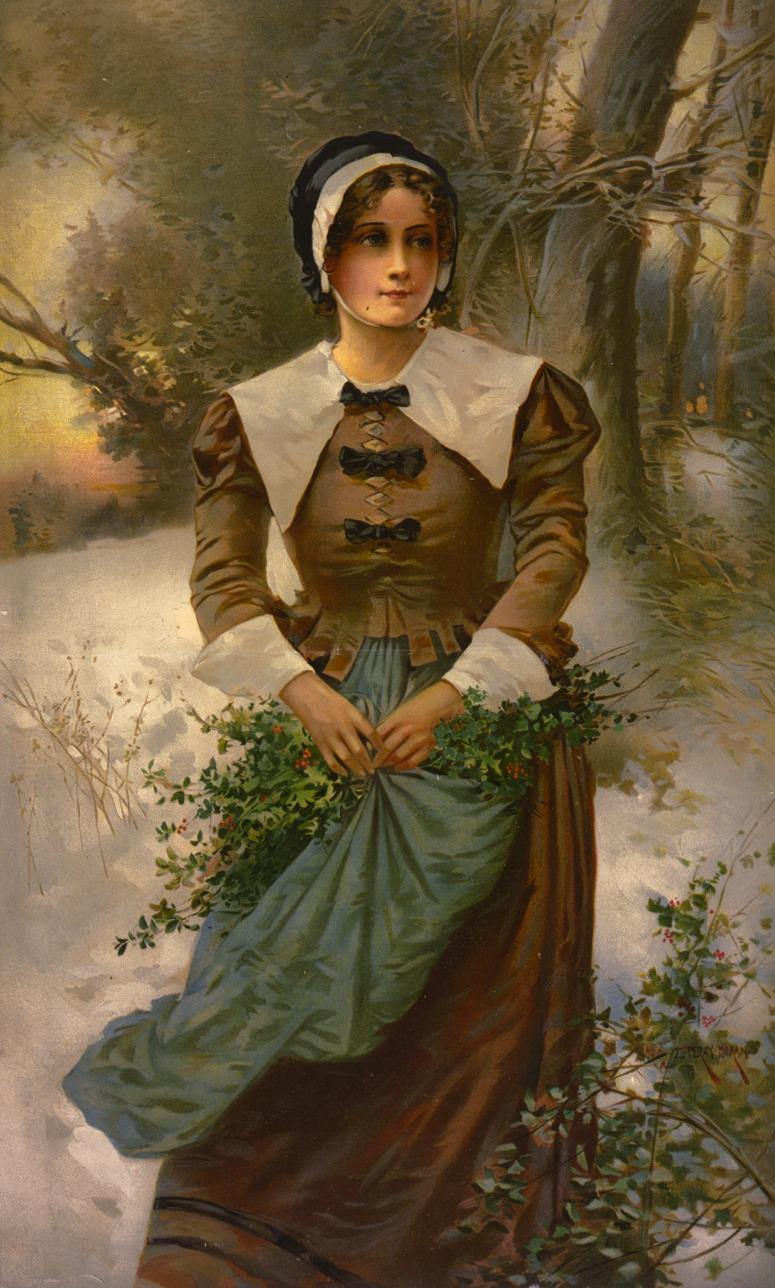
En puritansk kvinna i enkel klänning, förkläde och hätta, avbildad på 1890-talet med ganska tydliga influenser av samtidens modeideal.

Puritanism (av latin purus, ren) var en reformatorisk rörelse i den anglosaxiska världen, som uppstod i England omkring 1560-talet. Det var en sträng variant av kalvinismen och kan ses som engelsktalande länders motsvarighet till pietismen.
Puritaner har haft politisk makt i England och USA, främst på 1600-talet. Det debatteras huruvida den ekonomiska framgången i puritanskt influerade områden i USA och Europa kan förklaras med puritanernas ekonomiska disciplin, fromhetsideal, läseri och/eller protestantiska arbetsmoral. Puritanismen har utvecklats från dess ursprungliga stränghet och förgrenat sig i anglikansk inomkyrklig lågkyrklighet, kväkare, presbyterianism (exempelvis Skotska kyrkan), kongregationalism och baptism.
I modernt språkbruk har ordet "puritansk" kommit att betyda "mot njutning", asketisk kulturfientlighet och spartansk livsstil. Ibland talar man om puritanska tendenser, vilket då får en vidare mening och kan användas inom andra religioner än kristendomen.

## Historik

### Bakgrund
Puritanerna ville reformera den anglikanska kyrkan och sprida en sträng, religiös livsstil över hela samhället. De betonade vikten av individens såväl som kyrkans moraliska renhet för tillbedjan och gudstjänst, därav namnet. De predikade fromhetsideal innefattande sedlighet och förakt för yttre prakt och nöjen. I puritanismen sammanfördes en bibeltrogen, asketisk kristendom med en sträng, världstillvänd moralfilosofi.
Puritaner var missnöjda med den begränsade omfattningen av den engelska reformationen, och med den anglikanska kyrkans tolerans av katolsk religionsutövning. De ville rena kyrkan upp till högsta nivå från dess, som de menade, obibliska inslag: Kyrkan var enligt puritanerna alltför fången i fast liturgi, sakramentalism, prästyrkets ämbetsuppfattning och episkopal kyrkoordning.

### Storbritannien
Vid Jakob I:s trontillträde inkom puritanerna med en petition och begärde audiens hos monarken, vilket ledde till den s.k. Hampton Court-konferensen 1604. Vid denna begärde puritanerna för rörelsen typiska reformer av liturgin: Att korstecknet skulle avskaffas ur den officiella gudstjänstordningen, att lekfolk skulle förbjudas utföra dop i krissituation (Nöddop), att konfirmationen skulle avskaffas, att bruket av vigselringar skulle avskaffas, att bugande vid omnämnandet av Jesu namn i bibelläsningar och böner skulle avskaffas, att läsningen av apokryfer skulle avskaffas, att titeln präst skulle ersättas, att avlösningen skulle avskaffas, samt att bruket av röklin skulle göras frivilligt. Man ogillade också ordet "söndag", som man ansåg vara ett uttryck för hednisk soldyrkan, och visade misstänksamhet mot bruket av musikinstrument i gudstjänstlivet. Av dessa krav gick kung Jakob endast begäran om apokryferna till mötes: Offentlig läsning av dem avskaffades, men de fortsatte att tryckas i biblar, och den anglikanska kyrkan fortsatte att betrakta dem som Helig Skrift (om än av lägre auktoritet). Vid konferensen antogs även en bibelutgåva gemensam för både anglikaner och puritaner: King James' Version.
Rörelsen kom särskilt efter Synoden i Dordrecht 1619 i konflikt med episkopalkyrkan och den engelska kungamakten. Parlamentet kom emellertid under starkt puritanskt inflytande, och därför förenades de religiösa kraven med politiska i Första engelska inbördeskriget 1642–49. Rörelsen splittrades i olika grenar, bland annat den mer radikala kväkarrörelsen grundad på 1650-talet.
Puritanernas politiska inflytande i England fick sin höjdpunkt i och med Oliver Cromwells framgångar vid mitten av 1600-talet. Efter Karl I:s avrättning 1649 bildades en puritansk republik. Under Cromwells samvälde kunde puritanerna genomtrumfa krav som tidigare klingat ohörda: avskaffande av biskopsämbetet, avskaffande av julfirandet (som inte påbjuds i bibeln), fängelsestraff för personer som firade jul offentligt eller privat, avskaffande av firande av askonsdagen, skärtorsdagen, långfredagen och Kristi himmelsfärdsdag (då de inte infaller på Herrens dag), införande av böter för personer som deltar i eller tittar på teater och sport (som ansågs syndiga), samt bestraffning av personer som i sitt privata böneliv valde att använda Den allmänna bönboken. Dessa reformer återkallades när monarkin och den anglikanska kyrkan återställdes vid Engelska restaurationen 1660. Puritanernas önskemål om att avskaffa växelvis sång eller läsning mellan präst, gudstjänstdeltagare och körer tillgodosågs inte vid utformningen av 1662 års upplaga av Den allmänna bönboken. Läsning ur apokryferna återinfördes 1662.
Nästan alla puritanska präster i England lämnade Anglikanska kyrkan efter 1662. En del av puritanerna fann vägen tillbaka till anglikanismen, där de bildade en lågkyrklig fraktion. Andra bildade frikyrkliga dissentsamfund: kongregationalister eller presbyterianer. De som stannade kvar i England fick begränsad religionsfrihet 1689, full religionsfrihet 1829. De flesta ingår sedan 1972 i United Reformed Church. I Skottland var utvecklingen annorlunda där puritaner hade mer gemensamt med den skotska kyrkan men utan att alltid fordra en presbyterialförfattning. Den presbyterianska Skotska kyrkan är sedan 1689 statskyrka.

### USA
De tidiga immigranterna i USA, särskilt i New England åren efter 1630, bestod delvis av puritaner som flydde undan religionsförföljelse och bildade egna kolonier. Puritanerna utförde själva religionsförföljelse, då de bland annat låg bakom Häxprocesserna i Salem i början av 1690-talet, och dömde fyra kväkare (Bostonmartyrerna) till avrättning 1659-1661. Den händelsen innebar att puritanernas självständiga teokrati i Massachusetts Bay-kolonin upphörde och ersattes med engelsk lag på 1680-talet.
I puritanska kolonier i USA förbjöds många sekulära nöjen såsom hasardspel, majstänger, teater och cirkusar. Puritanerna begränsade användningen av musikinstrument i sina gudstjänster. Sexuella relationer utanför äktenskapet bestraffades offentligt. De var dock inte motståndare till att dricka alkohol med måtta.
Puritanska värderingar anses ha haft en viss historisk betydelse för den samhälleliga utvecklingen i USA. Puritaner ansåg att utbildning var nödvändigt för folket, så att de själva kunde bli läsare av Bibeln och förstå landets lagar. Puritaner grundade tidigt lärosäten som Harvard College.